# 王伯秋

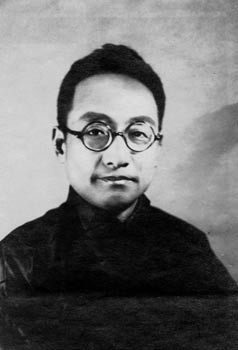
王伯秋

王伯秋（1883年—1939年5月17日）字纯焘，湖南湘乡人，中华民国政治人物，孙中山的女婿。

## 生平
清光绪九年（1883年），王伯秋出生。王伯秋的父亲王谨巨曾任台湾基隆镇总兵、淮北水军统领，诰封 “建威将军”。王伯秋15岁入杭州武备学堂，后赴日本早稻田大学学习，其间参加了东京的中国同盟会，受孙中山器重。自早稻田大学毕业后，留学美国哈佛大学，民国3年（1914年）同孙中山的女儿孙婉结婚。
归国后，任国立东南大学政治经济科主任，曾和胡适、李大钊等16人共同署名发表《我们的政治主张》，倡导“好人政府”。1927年，获聘为杭州市政府参事。1931年，林森为立法院院长，增选王伯秋为国民政府立法院第二届立法委员。1934年，出任国民政府军事委员会委员长南昌行营军法官。1934年8月，任福建省第一区行政督察专员兼长乐县县长，督察专署设在长乐。
在长乐县任职四年间，王伯秋整顿长乐县城区市容，整修了中山路，建“中山堂”，在三峰塔下倡建塔山公园及运动场，在河下街畔建江滨公园，在太平桥汾溪畔建吴航公园。他成立民众教育馆，办短期义务小学，发动识字运动，成立流动施教团。还开辟了城关至营前的长乐县内首条公路，以及城关至金峰、城关至江田的公路。王伯秋还亲撰《新长乐歌》。他还保护了《天妃灵应之记》碑。
民国27年（1938年），王伯秋卸任后离开长乐县。民国28年（1939年）5月17日，王伯秋在贵州贵筑病逝。

## 家庭
- 原配：李澄湘。
- 另娶：孙婉，17岁在美国加州国立大学学习时，孙中山请黄兴安排人照顾孙婉的人生安全和起居，黄兴将任务交给王伯秋，二人相爱结婚后，孙婉发现王伯秋在家乡另有原配。生下一对儿女后，双方离婚。[2]